# Straßen der Gewalt
Straßen der Gewalt (Biyeolhan Geori) ist ein südkoreanischer Gangsterfilm im Stile eines Film Noir des Regisseurs Yoo Ha aus dem Jahr 2006. Der vierte abendfüllende Spielfilm des Regisseurs handelt vom Aufstieg und Fall eines jungen aufstrebenden Kriminellen in einer nihilistischen Welt der Gegenwart.
Die mit 4,7 Millionen US-Dollar budgetierte Inszenierung kam am 15. Juni 2006 in die südkoreanischen Kinos. Die Produktion erreichte am ersten Wochenende den zweiten Platz der heimischen Kinocharts und erzielte mit insgesamt 1,7 Millionen Kinogängern Einnahmen in Höhe von rund 10,8 Mio. US-Dollar. In Deutschland erfolgte die Erstveröffentlichung am 14. Juni 2007 auf DVD. Der Film erschien unter dem internationalen Titel A Dirty Carnival auf Blu-Ray in Deutschland.

## Handlung
Der 29-jährige Kim Byung-doo ist ein unbedeutender Bandenchef einer hierarchischen Organisation, die von dem ehrenwerten Unterweltboss Hwang geführt wird. Der unscheinbare Halunke ist ein Mann mit strengen Prinzipien, dessen bedingungsloser Einsatz allerdings von seinem direkten Vorgesetzten Sang-chul nicht gewürdigt wird. Der Kleinganove erhält keine angemessene Entlohnung. Von den spärlichen Zuwendungen entschädigt Byung-doo dennoch seine Handlanger. Zudem unterstützt er seine kranke Mutter nebst den beiden Geschwistern.
Als der aufstrebende Hauptcharakter eines Tages erfährt, dass Hwang sich von einem Rechtsanwalt bedroht fühlt und ihm gleichzeitig signalisiert, dass der junge Mann fähiger als dessen alteingesessener Vorgesetzter sei, nutzt Byung-doo die Chance, die eigene Gangsterkarriere entscheidend voranzutreiben. Mit Hilfe eines loyalen Gefolgsmannes ermordet er den besagten Juristen, später auch Sang-chul. Weitere blutige Auftragsarbeiten schließen sich an. Hwang, der Chef des Gangstersyndikats zeigt sich hierfür erkenntlich.
Zeitlich versetzt wird Byung-doo von seinem alten Jugendfreund Min-ho kontaktiert, der als Nachwuchsregisseur für einen Gangsterfilm recherchiert und ihn um Mithilfe bittet. Der raue Alltag des Kriminellen inspiriert den Filmemacher, so dass dieser heimlich das Leben seines Freundes protokolliert und später inszeniert. Durch den zwielichtigen Regisseur wird der Gesetzesbrecher auch der zierlichen Hyun-ju vorstellig, einer Freundin aus Schultagen. Byung-doo verliebt sich in die Schönheit, die jedoch jegliche Annäherungen vehement zurückweist.
Am Abend von Min-hos lang ersehnten Gangsterepos – das Szenarium basiert auf authentischen, teils brisanten und vertraulichen Erlebnissen von Byung-doo – beginnt der unvermeidbare Fall des Verbrechers. Byung-doo, der vom befreundeten Regisseur betrogen und verraten wurde, avanciert schließlich zum Sicherheitsrisiko seiner Organisation. Zwischenzeitlich wendete sich der eingeschüchterte Min-ho an die Polizei. Im Niedergang wird Byung-doo vom eigenen, einst loyalen Gefolgsmann Jong-su ermordet. Am Ende verstirbt krankheitsbedingt Byung-doos Mutter, die minderjährigen Geschwister bleiben verwaist zurück.

## Auszeichnungen
Asian Film Awards
- 2007: Nominierung in der Kategorie Bester Filmschnitt für Park Gok-ji

Grand Bell Awards
- 2007: Nominierung in der Kategorie Bester Film
- 2007: Nominierung in der Kategorie Bestes Drehbuch
- 2007: Nominierung in der Kategorie Bester Hauptdarsteller für Jo In-seong
- 2007: Nominierung in der Kategorie Bester Nebendarsteller für Chun Ho-jin

## Kritiken
Das Lexikon des internationalen Films schrieb, das Werk sei ein „harter, um Realismus bemühter Gangsterfilm, der das Leben von Außenseitern am Rand einer kriminellen Gesellschaft“ darstelle. Des Weiteren knüpfe der „durchaus interessanter Genrefilm“ an die Mafia-Epen Martin Scorseses an.